# Teistungen
Teistungen ist eine Gemeinde im thüringischen Landkreis Eichsfeld. Sie ist Sitz der Verwaltungsgemeinschaft Lindenberg/Eichsfeld. Seit 1997 ist der Ort Staatlich anerkannter Erholungsort des Freistaates Thüringen.

## Geographie
Teistungen liegt im Nordwesten des Freistaates Thüringen, direkt an der Landesgrenze zu Niedersachsen. Etwa fünf Kilometer entfernt liegt die niedersächsische Stadt Duderstadt.

### Gewässer
Durch Teistungen fließen die Hahle, die Eiche, die Grundzelle und die Reese.
Die Hahle durchquert den Ort von Südost nach Nordwest und teilt die Gemeinde in zwei Hälften. Dieses Gewässer ist auch durch seinen Forellenreichtum bekannt.
Die Eiche, mitunter auch Eichbach, durchquert den Ort von Südwest nach Nord und mündet an der nördlichen Bebauungsgrenze in die Hahle.
Die Grundzelle ist ein kleiner Bach, der sich aus mehreren Quellen des Ohmgebirges speist. Er fließt aus östlicher Richtung in die Ortschaft und mündet in die Hahle.
Die Reese entspringt nahe der Ortschaft Wehnde und fließt aus Richtung Osten nach Teistungen und endet in der Hahle. Die Reese wurde Ende der 1980er Jahre durch einen Damm aufgestaut. Dadurch entstand die artenreiche Talsperre Teistungen. Diese ist auch bekannt als Stausee Glockengraben.

### Gemeindegliederung
Zu Teistungen gehören die Ortsteile Böseckendorf mit Bleckenrode und Neuendorf.

## Geschichte
Teistungen wurde 1090 erstmals als villa Eistungen urkundlich erwähnt. Die Geschichte Teistungens war eng mit dem 1260 als Tochterkloster des Klosters Beuren gegründeten Klosters Teistungenburg verbunden. Die Klostergebäude wurden 1975 abgerissen.

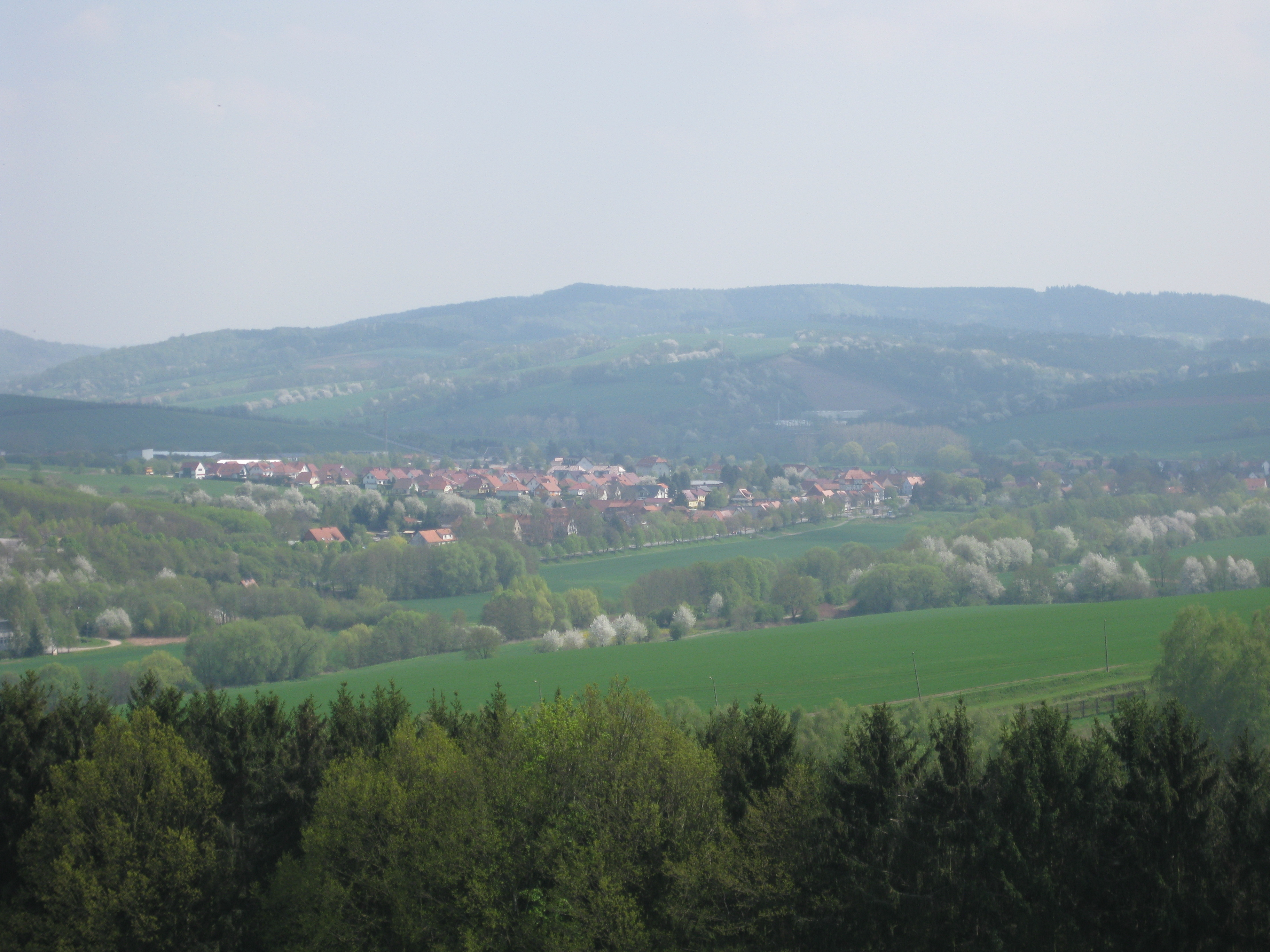
Blick auf Teistungen

Im Jahr 1283 kauften die Ritter von Hagen Güter in Teistungen. Deshalb befanden sich zwei befestigte Herrensitze derer von Westernhagen im Ort. Es gab den Ober- und Unterhof mit jeweils einem Wohnturm. Befestigungsanlagen sind nicht mehr vorhanden. Der Oberhof wurde nach der Deutschen Wiedervereinigung von der Familie von Westernhagen zurückerworben.
Landesherr war bis 1802 Kurmainz. Von 1802 bis 1807 war der Ort preußisch und kam dann zum Königreich Westphalen, von 1815 bis 1945 war er Teil der preußischen Provinz Sachsen.

### 20. Jahrhundert

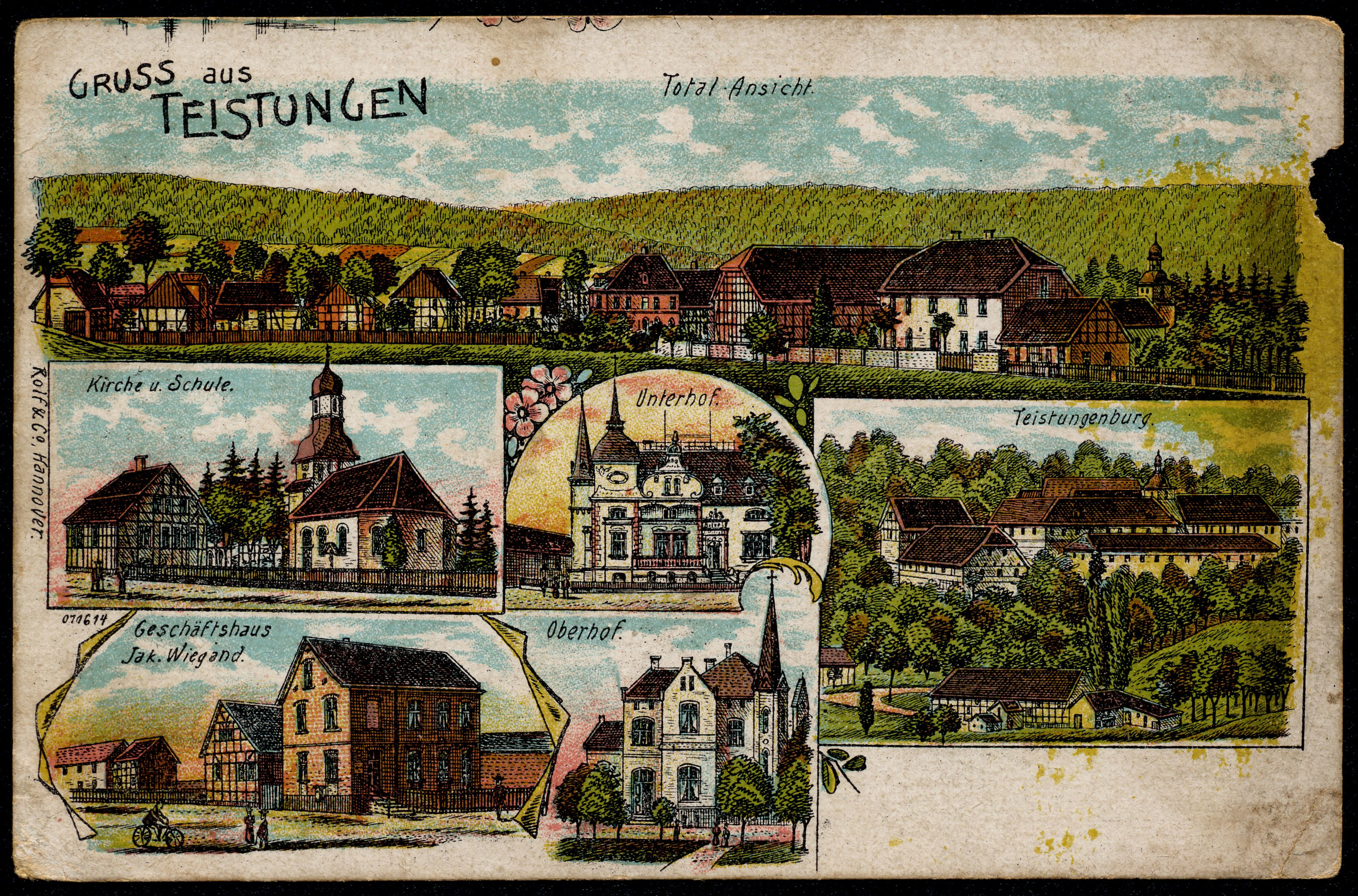
Um 1905: Ansichtskarte mit Vedute, Kirche und Schule, Unter- und Oberhof, Teistungenburg und Geschäftshaus Jak. Wiegand;
Chromolithografie Nr. 071614, Rolf & Co.

Während des Zweiten Weltkrieges mussten seit 1940 mehr als 60 Frauen und Männer aus Polen und der Ukraine bei Bauern und auf dem Gut der Baronin von der Borardt Zwangsarbeit leisten.
1945 bis 1949 war der Ort Teil der sowjetischen Besatzungszone und ab 1949 Teil der DDR. Von 1961 bis zur Wende und Wiedervereinigung 1989/1990 wurde Teistungen von der Sperrung der nahen innerdeutschen Grenze beeinträchtigt. Der Grenzübergang Duderstadt/Worbis an der F 247 bzw. B 247 zwischen Duderstadt (Niedersachsen) und Worbis war auch als „Grenzübergangsstelle Teistungen“ bekannt. Am 10. November 1989 wurde um 0:35 Uhr der Schlagbaum nach Westen geöffnet.
Seit 1990 gehört der Ort zum wieder gegründeten Freistaat Thüringen.
Böseckendorf
Der Ort wurde 1250 erstmals in einer von Ulrich von Regenstein ausgestellten Schenkungsurkunde erwähnt. Überregional bekannt wurde er im Jahre 1961 durch eine Massenflucht eines Großteils seiner Einwohner über die innerdeutsche Grenze nach Niedersachsen.
Neuendorf
Neuendorf wurde 1274 erstmals als „villa nova“ urkundlich erwähnt. Von 1512 bis zur Mitte des 16. Jahrhunderts war Neuendorf eine Wüstung.
Beide ehemaligen Gemeinden wurden am 1. April 1999 in die Gemeinde Teistungen eingegliedert.

### Einwohnerentwicklung
Entwicklung der Einwohnerzahl (31. Dezember):
| - 1999: 2.521 - 2000: 2.528 - 2001: 2.561 - 2002: 2.569 - 2003: 2.568 - 2004: 2.563 | - 2005: 2.588 - 2006: 2.510 - 2007: 2.504 - 2008: 2.497 - 2009: 2.510 - 2010: 2.487 | - 2011: 2.484 - 2012: 2.486 - 2013: 2.469 - 2014: 2.478 - 2015: 2.497 - 2016: 2.493 | - 2017: 2.529 - 2018: 2.571 - 2019: 2.546 - 2020: 2.528 - 2021: 2.500 - 2022: 2.463 |

Datenquelle: Thüringer Landesamt für Statistik

## Religion
Im Jahr 2011 waren 75 % der Einwohner katholisch und 7 % evangelisch. Die Katholiken sind der Pfarrei St. Andreas Teistungen im Dekanat Leinefelde-Worbis des Bistums Erfurt zugeordnet, zu der auch die Kirchorte St. Nikolaus in Böseckendorf, St. Nikolaus in Neuendorf, St. Dionysius in Hundeshagen, St. Stephanus in Berlingerode und St. Johannes der Täufer in Ferna gehören. Die katholische Pfarrei St. Andreas in Teistungen wurde am 1. Juli 2012 neu gegründet. Zum Gebiet der Pfarrei gehören die Orte Berlingerode, Bleckenrode, Böseckendorf, Ferna, Hundeshagen, Neuendorf, Tastungen und Teistungen.
Die Lutheraner gehören dem Kirchspiel und Pfarramt Tastungen im Evangelischen Kirchenkreis Mühlhausen der Evangelischen Kirche in Mitteldeutschland an; in einem Kirchsaal in einem ehemaligen Pfarrhaus in Teistungen finden alle zwei Wochen evangelische Gottesdienste statt.

## Politik

### Gemeinderat
Der Gemeinderat von Teistungen setzt sich aus 14 Gemeinderatsmitgliedern zusammen. Die Gemeinderatswahl am 26. Mai 2024 führte zu folgendem Ergebnis:
| Partei / Liste          | Stimmenanteil | Sitze |
| CDU / NEUanfang         | 49,0 %        | 6     |
| FDP                     | 51,0 %        | 8     |
| Wahlbeteiligung: 58,3 % |               |       |

### Bürgermeister
Am 10. Februar 2019 wurde Christoph Krukenberg mit 59,3 % der gültigen Stimmen bei einer Wahlbeteiligung von 60,8 % zum ehrenamtlichen Bürgermeister gewählt. Bei der folgenden Wahl am 23. Februar 2025 führten 91,7 % der Stimmen zur eindeutigen Wiederwahl; die Wahlbeteiligung lag diesmal bei 77,0  %.

### Partnerschaften
Eine  Ortspartnerschaft besteht zu Dobšiná in der Slowakei.

## Kultur und Sehenswürdigkeiten

### Museen
Direkt an der ehemaligen innerdeutschen Grenze liegt das 1995 eröffnete und seitdem mehrfach ausgebaute Grenzlandmuseum Eichsfeld, das über die Geschichte der innerdeutschen Grenze und ihre Auswirkung auf die Bevölkerung im Grenzgebiet informiert.

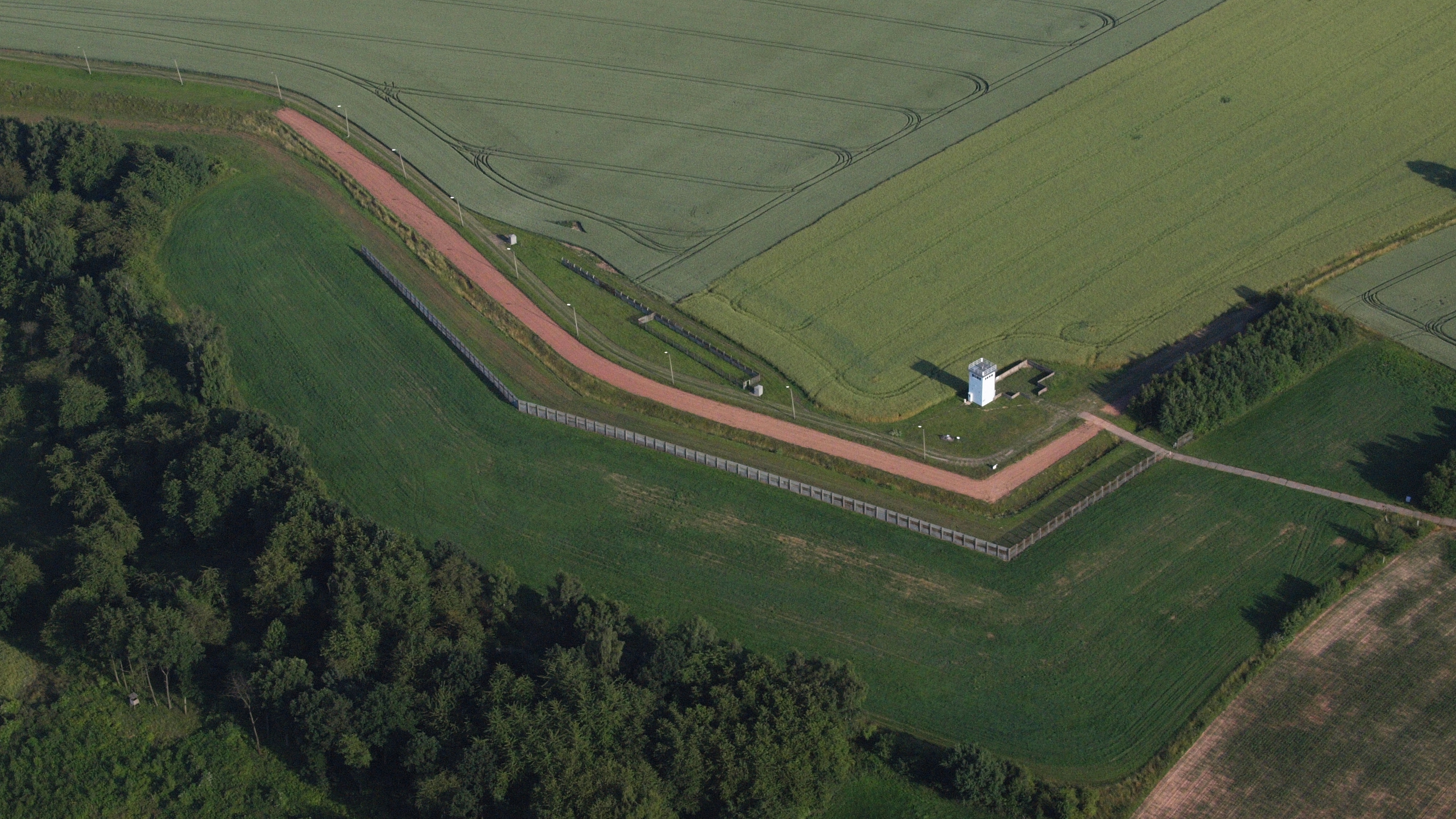
Grenzlandweg am Grenzlandmuseum Eichsfeld (2013)

### Bauwerke

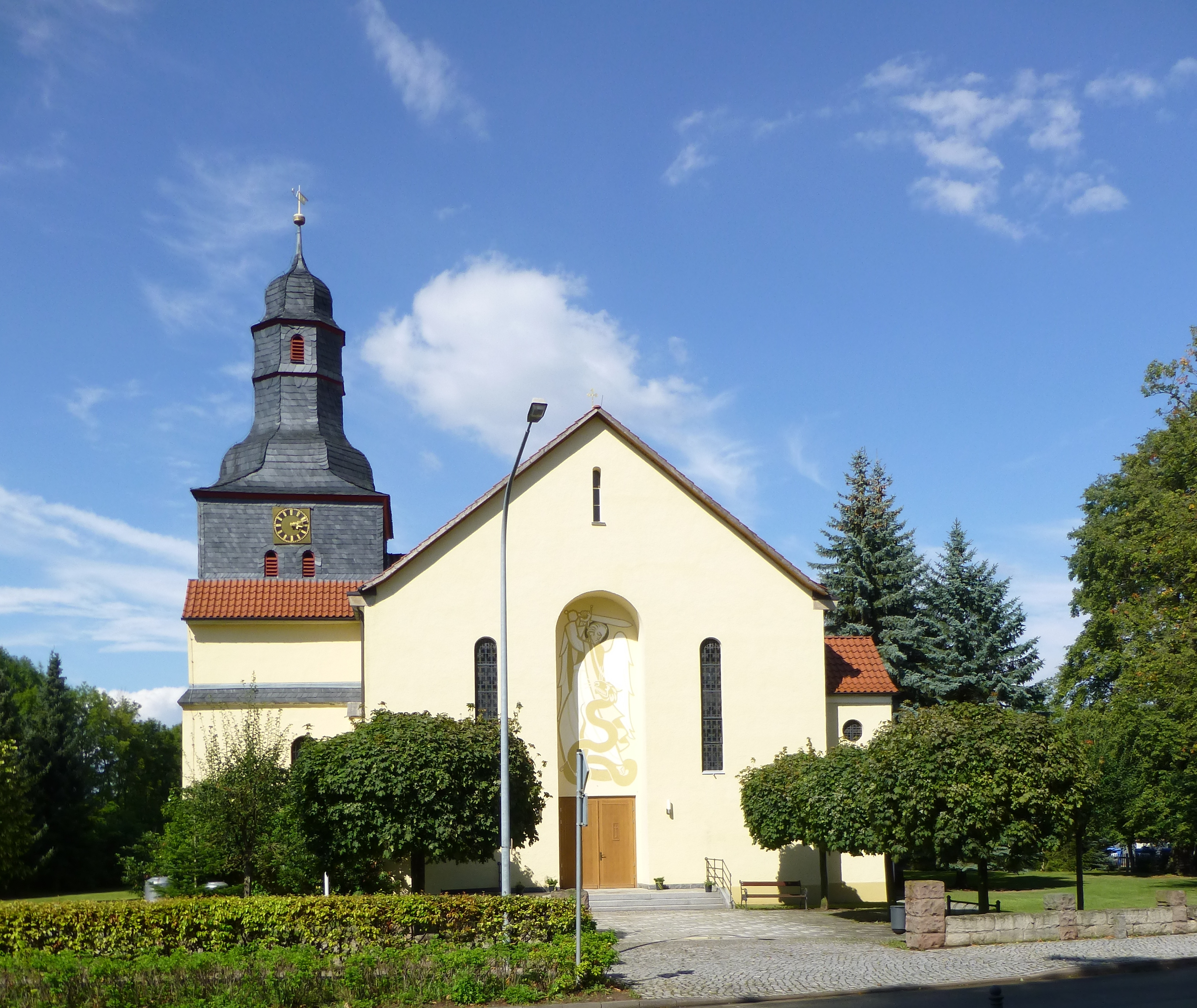
Kirche St. Andreas

Die moderne katholische Pfarrkirche St. Andreas wurde 1933–1934 von dem Düsseldorfer Architekten Thiethmann an der Stelle eines Vorgängerbaus errichtet. Der barocke Hochaltar stammt aus dem nahen ehemaligen Kloster Teistungenburg.

### Weitere Ausflugsziele
Durch ein Renaturierungsprojekt wurde rund um den Stausee Glockengraben ein Wanderweg angelegt und Bäume und Sträucher gepflanzt.
Der See wurde mit Karpfen, Hechten, Aalen, Zander, Schleien und Barschen besetzt.
Das Gewässer eignet sich in den Herbstmonaten zum Hechtangeln.

### Sportanlage Am Klosterholz
Eine neue Sportanlage des FC Wacker 1914 Teistungen e. V. liegt am angrenzenden Wald Am Klosterholz. Zu der Anlage gehören ein Kunstrasen- und Rasenplatz sowie ein Sporthaus. Für Volleyball und Basketball stehen Geräte zur Verfügung. Seit der Fertigstellung der Anlage 2003 waren dort eine Reihe von bekannten Fußballmannschaften im Trainingslager, z. B. Eintracht Frankfurt, Fortuna Düsseldorf, Hansa Rostock, 1. FSV Mainz 05, VfL Bochum, 1. FC Magdeburg, VfL Wolfsburg, BSG Chemie Leipzig, 1. FC Lokomotive Leipzig, SC Paderborn 07, Arminia Bielefeld und Dynamo Dresden.

### SportvereinFC Wacker 1914 Teistungen e.V.
Der Fußballclub wurde im Mai 1914 in der Gaststätte „Deutsches Haus“ gegründet. Im Mai 2014 feierte man 100-jähriges Jubiläum.
Der Verein wurde im Jahr 2014 Kreispokalsieger des Landkreises Eichsfeld.
Im Mai/Juni des Jahres 2015 schaffte die 1. Mannschaft des Vereins das Kunststück, Meister der Kreisoberliga Eichsfeld/Unstrut-Hainich zu werden, den Kreispokal des Landkreises Eichsfeld zu verteidigen und den Regionspokal (gegen den Sieger des Kreispokals vom Unstrut-Hainich-Kreis: Hüpstedt) zu gewinnen.
In der Saison 2015/2016 wurde die Mannschaft als Neuling in der Thüringer Landesklasse Staffel 2 souverän – mit 13 Punkten Vorsprung vor den Verfolgern – Meister und somit Aufsteiger in die höchste Spielklasse des Thüringer Fußballverbandes (Verbandsliga, umgangssprachlich auch „Thüringenliga“ genannt).

## Verkehr

### Straße
Durch Teistungen verläuft die B 247 und die Landesstraßen 1009 und 2016.

### Radverkehr
Teistungen ist an den internationalen Fernradweg Iron Curtain Trail angeschlossen, welcher entlang des ehemaligen Eisernen Vorhangs von Norwegen bis zum Schwarzen Meer verläuft.

### Schiene
Teistungen lag an der inzwischen abgebauten Untereichsfeldbahn von Wulften über Duderstadt und Worbis nach Leinefelde. Der Bahnhof wurde  1897 mit dem Streckenabschnitt Duderstadt–Leinefelde eröffnet. Zum Bahnhof gehörten das Empfangsgebäude mit Güterschuppen und kleinem Stellwerk, einem Wohnhaus und einem Abort. Es gab ein Durchgangs- und ein Kreuzungsgleis mit je einem einfachen Bahnsteig, sowie ein Ladegleis mit einer Ladestraße, einer Rampe und einem Lademaß. Das Ladegleis endete an beiden Enden mit einer Gleisverlängerung an einem Prellbock. Südlich von Teistungen bestand noch ein Anschlussgleis zu den zwei Ziegeleien des Ortes.
Mit der Teilung Deutschlands wurde Teistungen ein Endbahnhof. 1947 wurde im sowjetisch besetzten Bereich die Strecke nördlich von Worbis als Reparationsleistung demontiert, aber bereits 1950 wieder bis Teistungen aufgebaut, um mehrere Ziegeleien wieder anzuschließen und den Personenverkehr zu gewährleisten.
Der letzte Personenzug fuhr am 27. Juni 2001 von Teistungen nach Leinefelde und die Reststrecke wurde endgültig stillgelegt.

## Söhne und Töchter der Gemeinde
- Louis von Rothmaler (1814–1884), preußischer General der Infanterie
- Julius von Westernhagen (1828–1905), preußischer Generalmajor
- Johannes-Leo Hoffmann (1941–1972), Todesopfer an der innerdeutschen Grenze